# Mara Scherzinger
Mara Scherzinger (Titisee-Neustadt, 23 settembre 1989) è un'attrice tedesca.
Nel 2002 Mara ha un piccolo ruolo nella pubblicità di un'azienda produttrice di dolci. Nel film Liebe and Verlangen interpreta Mara. Nella prima stagione della serie televisiva Blue Water High interpreta Anna Peterson. L'ultimo suo ruolo risale al 2007 in piccole comparse nel film Beautiful Bitch da lì non ha recitato più in film o serie tv.

## Filmografia
- Liebe und Verlangen (2002)
- SK Kölsch (2004)
- Blue Water High ... Anna Petersen (26 episodi, 2004/2005)
- Beautiful Bitch (2007) Lea ruolo secondario